# Konrad Blaser
|  | Dieser Artikel wurde aufgrund von akuten inhaltlichen oder formalen Mängeln auf der Qualitätssicherungsseite des Portals Christentum eingetragen. Bitte hilf mit, die Mängel dieses Artikels zu beseitigen, und beteilige dich bitte an der Diskussion. |

Konrad Blaser (* 1975 in Burgdorf BE) ist ein Schweizer Pastor und Autor. Er leitet zusammen mit seiner Frau Andrea Blaser die Hope & Life Church.

## Leben
Konrad Blaser wurde 1975 geboren und wuchs in Hasle bei Burgdorf in einer reformierten Familie auf. Er besuchte als Kind die Sonntagsschule und Jungschar des Evangelischen Gemeinschaftswerks Hasle-Rüegsau. Nach seiner Ausbildung zum Bäcker und einem Theologiestudium am Institut für Gemeindebau und Weltmission in Aarau gründete Konrad Blaser mit seiner Frau Andrea die Freikirche International Christian Fellowship Emmental. 2017 löste sich die Freikirche aus dem ICF Movement und heisst seither Hope & Life Church.

## Privates
Blaser ist verheiratet mit Andrea. Sie haben zwei Kinder und wohnen im Emmental.

## Theologie
Konrad Blaser will nach eigenen Angaben den Menschen Hoffnung vermitteln, indem er zu einer persönlichen Beziehung mit Jesus Christus einlädt und den Menschen vermitteln, dass sie unter der Gunst und der Gnade Gottes stehen und dass sie Gott vertrauen dürfen.

## Werke

### Bücher
- JA, 2013
- Blogbook, 2015
- Amen, 2015
- Ich bin, 2016
- Nummer 8, 2018
- Einfach Jesus, 2019, Grace today Verlag, ISBN 978-3-95933-126-5
- Blogbook Part 1, 2020, Grace today Verlag, ISBN 978-3-95933-170-8
- Segen wird kommen, 2020, Grace today Verlag, ISBN 978-3-95933-156-2
- Blogbook Part 2, 2021, Grace today Verlag, ISBN 978-3-95933-172-2
- New Beginning, 2021, Grace today Verlag, ISBN 978-3-95933-207-1
- Kraftvolle Worte, 2022, Grace today Verlag, ISBN 978-3-95933-224-8
- Jeden Tag neu, 2023, HOPE & LIFE Verlag, ISBN 978-3-9525510-2-8

### TV-Sendungen
- HOPE & LIFE Coffee Talk, ein viertelstündiges christliches Fernsehprogramm auf Bibel TV[4]